# Condado de Monroe (Arkansas)
O Condado de Monroe é um dos 75 condados do estado americano do Arkansas. A sede do condado é Clarendon.
O condado possui uma área de 1 608 km² (dos quais 39 km² estão cobertos por água), uma população de 10 254 habitantes, e uma densidade populacional de 17 hab/km² (segundo o censo nacional de 2000).
O condado foi criado em 1846.